# Stara Leśniczówka
Stara Leśniczówka – dawniej osada leśna wsi Jarnołtówek, położona w województwie opolskim, w powiecie nyskim, w gminie Głuchołazy, obecnie klasyfikowana jako uroczysko-dawna miejscowość w Polsce.
W latach 1975–1998 miejscowość należała administracyjnie do ówczesnego województwa opolskiego. Do 1975 należała do powiatu prudnickiego. Od 1 stycznia 1973 do 30 października 1975 w gminie Prudnk.

## Historia
Miejscowość obejmowała obszar dawnej leśniczówki „Na Anusi” (niem. Annahof) w Jarnołtówku. Zabudowania na wschodnim stoku Biskupiej Kopy, powyżej doliny Bystrego Potoku, powstały w XIX wieku. Były to obiekty gospodarcze: kamienny dom oraz kamienno-drewniana stajnia. Miasto Prudnik zakupiło lasy na stoku Biskupiej Kopy w 1913, włączając leśniczówkę do swoich terenów. Utworzono w tym miejscu gospodę. W pobliżu przebiegał popularny szlak na Biskupią Kopę.
Po II wojnie światowej obiekt został przejęty przez lasy państwowe. Nadal funkcjonowała gospoda. Okoliczne łąki stanowiły miejsce obozów harcerzy. Budynki były zamieszkiwane do lat 90. XX wieku, następnie popadły w ruinę. Leśniczówka została zburzona jesienią 2014.